# Pârneaura, Caraș-Severin
Pârneaura (în sârbă Прњавор, cu alfabetul latin: Prnjavor) este un sat în comuna Socol din județul Caraș-Severin, Banat, România.

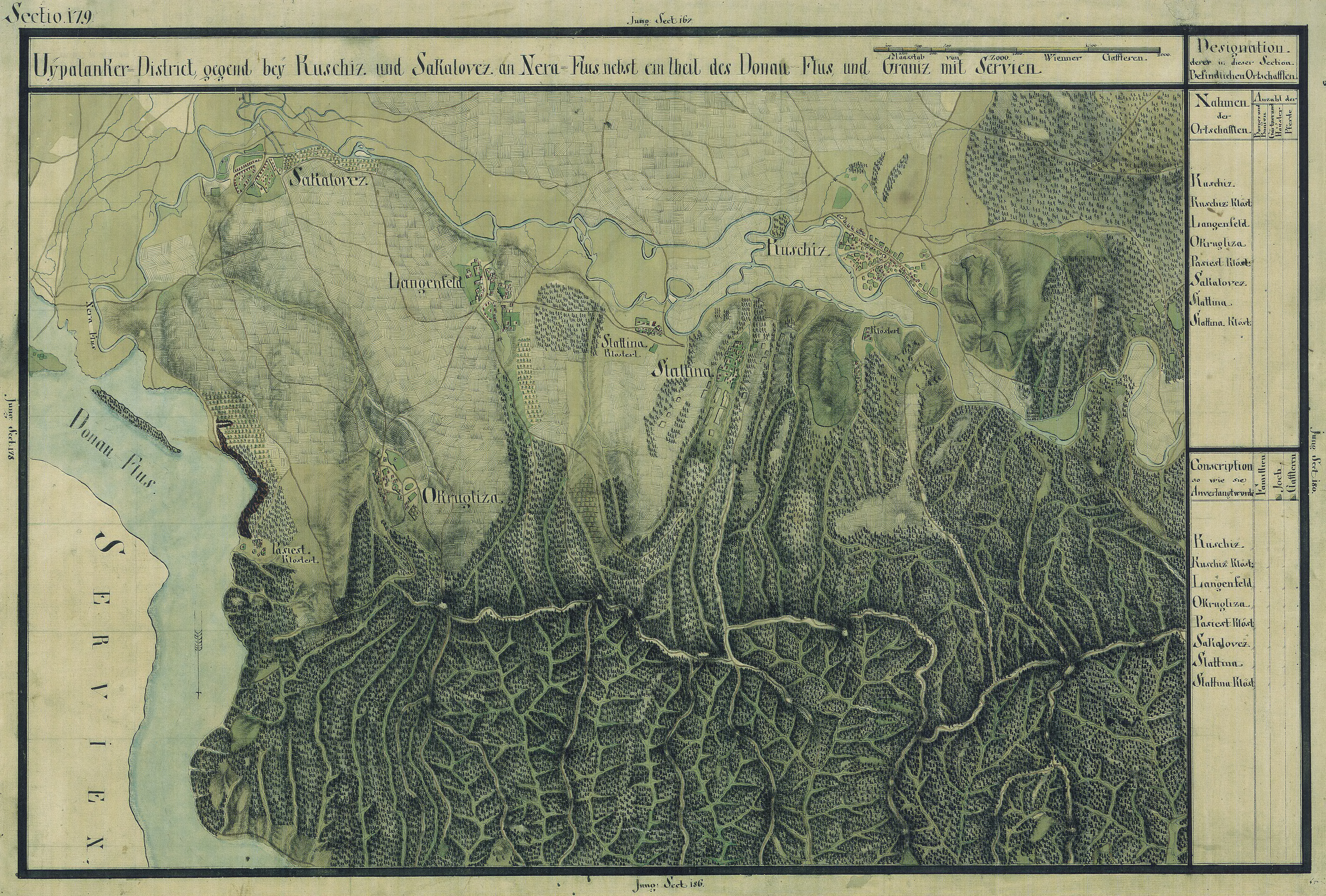
Pârneaura în Harta Iosefină a Banatului, 1769-72